# Кадис (Кентаки)
Кадис (енгл. Cadiz) град је у америчкој савезној држави Кентаки.

## Демографија
По попису из 2010. године број становника је 2.558, што је 185 (7,8%) становника више него 2000. године.
| Група             | 2000.         | 2010.         |
| Белци             | 1.900 (80,1%) | 2.013 (78,7%) |
| Афроамериканци    | 416 (17,5%)   | 442 (17,3%)   |
| Азијати           | 9 (0,4%)      | 17 (0,7%)     |
| Хиспаноамериканци | 20 (0,8%)     | 25 (1,0%)     |
| Укупно            | 2.373         | 2.558         |